# Nesiotoniscus grafittii
Nesiotoniscus grafittii är en kräftdjursart som först beskrevs av Roberto Argano och Manicastri 1990.  Nesiotoniscus grafittii ingår i släktet Nesiotoniscus och familjen Trichoniscidae. Inga underarter finns listade i Catalogue of Life.